# Балтупяй

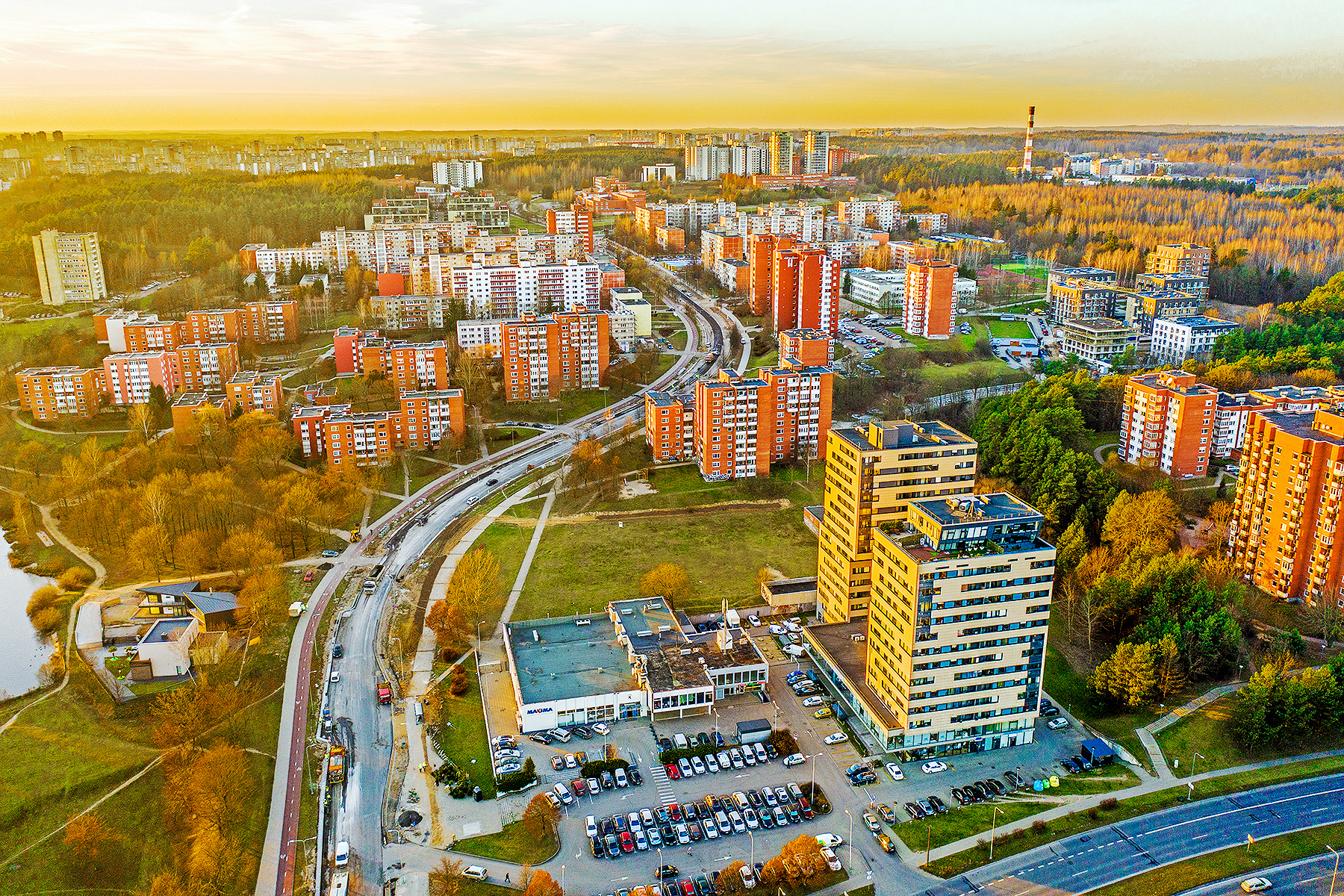
Улица Didlaukio

Ба́лтупяй (лит. Baltupiai) — микрорайон в Вильнюсе, расположенный к северу от центра города; входит в Вяркяйское староство.

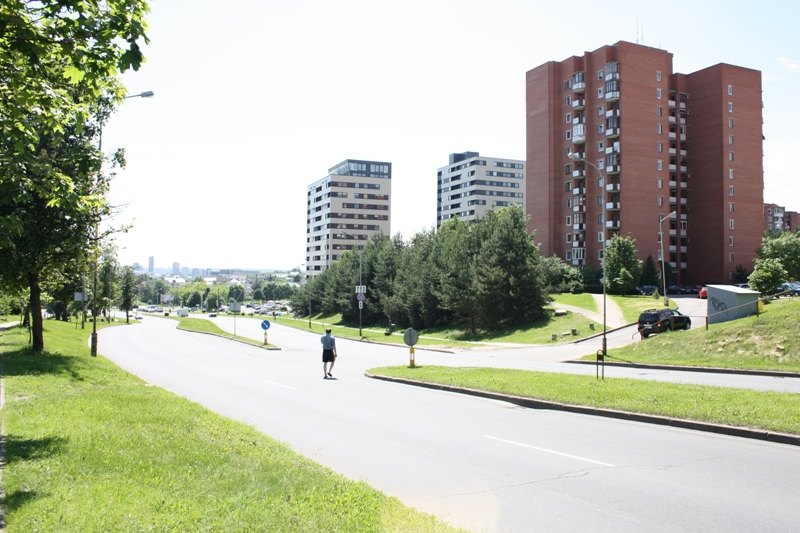
Улица Калвариёс в Балтупяй

Занимает площадь 2,6 км². Располагается вдоль левого берега реки Балтупе и правого берега реки Вилии (Нерис). Микрорайон застроен преимущественно жилыми домами массовой индустриальной застройки конца 1970-х — 1980-х годов. Главный архитектор проекта застройки Н. Хломаускене. В Балтупяй имеется парк, прогимназия, два детских сада, магазины.